# Sadovnik
Sadovnik (russisk: Садовник) er en sovjetisk spillefilm fra 1987 af Viktor Buturlin.

## Medvirkende
- Oleg Borisov som Ljosja Glazov
- Lev Borisov som Kolja Steklov
- Jevgenija Smoljaninova som Tonja
- Konstantin Jukhov som Sanka
- Varvara Sjabalina som Irka